# 佐藤誠 (アフリカ研究者)
佐藤 誠（さとう まこと、1948年 - ）は、日本のアフリカ研究者。専門は、南アフリカ地域研究、比較社会学。
東京都立大学 (1949-2011)人文学部卒業後、新聞記者を経て、リーズ大学で博士号取得。現在、立命館大学国際関係学部教授。

## 著書

### 単著
- 『飢餓からの解放――南部アフリカの自立と協同組合運動』（芽ばえ社, 1984年）
- 『アフリカ協同組合論序説』（日本経済評論社, 1989年）

### 編著
- 『協同組合の拓く町――スペイン・モンドラゴンの実験』（芽ばえ社, 1984年）
- 『地域研究調査法を学ぶ人のために』（世界思想社, 1996年）
- 『南アフリカの政治経済学――ポスト・マンデラとグローバライゼーション』（明石書店, 1998年）
- 『社会開発論――南北共生のパラダイム』（有信堂高文社, 2001年）
- 『越境するケア労働：日本・アジア・アフリカ』日本経済評論社、2010年

### 共編著
- （川端正久）『新生南アフリカと日本』（勁草書房, 1994年）
- （川端正久）『南アフリカと民主化――マンデラ政権とアフリカ新時代』（勁草書房, 1996年）
- （アントニー・J・フィールディング）『移動と定住――日欧比較の国際労働移動』（同文舘出版, 1998年）
- （安藤次男）『人間の安全保障――世界危機への挑戦』（東信堂, 2004年）
- Protecting Human Security in a Post 9/11 World: Critical and Global Insights, co-edited with Giorgio Shani and Mustapha Kamal Pasha, (Palgrave, 2007).
- （奥田宏司・原毅彦・文京洙）『エティック国際関係学』（東信堂, 2011年）

### 訳書
- ヘンク・トマス, クリス・ローガン『モンドラゴン――現代生産協同組合の新展開』（御茶の水書房, 1986年）
- ウィリアム・ホワイト, キャサリン・ホワイト『モンドラゴンの創造と展開――スペインの協同組合コミュニティー』（日本経済評論社, 1991年）
- J・アール『イタリア協同組合物語』（リベルタ出版, 1992年）
- ヴッパタール研究所編『地球が生き残るための条件』（家の光協会, 2002年）
- マーティン・ワイト『国際理論――三つの伝統』（日本経済評論社, 2007年）